# Mânăstirea Neamț
Mânăstirea Neamț – wieś w Rumunii, w okręgu Neamț, w gminie Vânători-Neamț. W 2011 roku liczyła 294 mieszkańców.